# Gora Nedostupnaja
Gora Nedostupnaja (Transkription von russisch Гора Недоступная ‚Unerreichbarer Berg‘) ist ein Nunatak im ostantarktischen Mac-Robertson-Land. Er ist der östlichste dreier in ost-westlicher Ausrichtung benachbarter Nunatakker in den Amery Peaks der Aramis Range in den Prince Charles Mountains und ragt unmittelbar nordöstlich des Mount McKenzie auf. Die beiden anderen Nunatakker sind Gora Razvilka und Gora Sredinnaja.
Russische Wissenschaftler benannten ihn.